# Dicerura foliicola
Dicerura foliicola är en tvåvingeart som beskrevs av Boris Mamaev 1968. Dicerura foliicola ingår i släktet Dicerura och familjen gallmyggor. Inga underarter finns listade i Catalogue of Life.